# Ziegeleimuseum Cathrinesminde

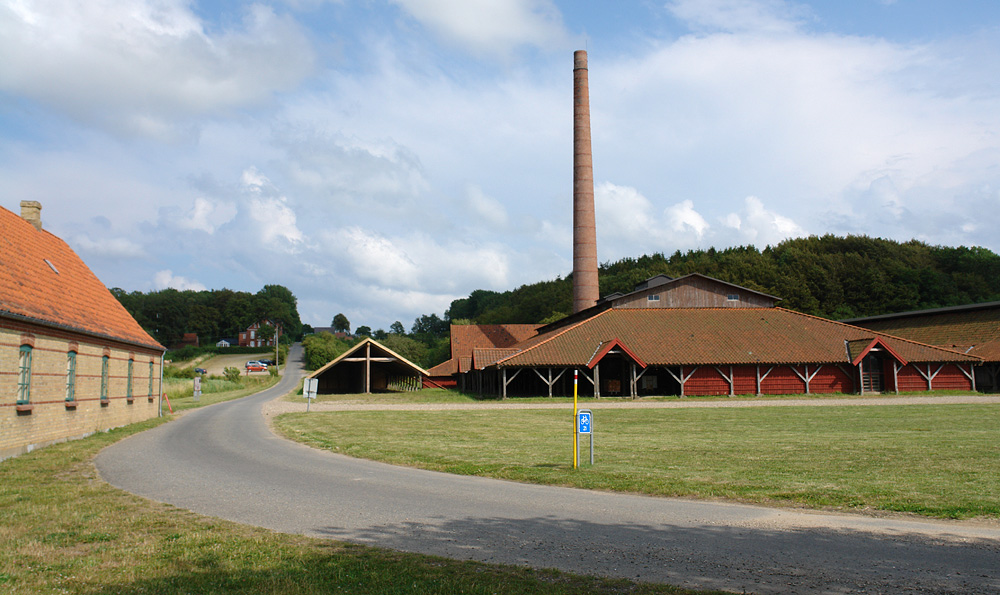
Ziegeleimuseum, links die Arbeiterwohnungen

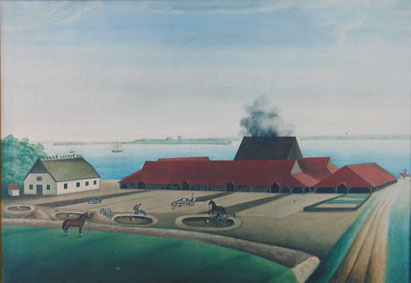
Ziegelei Cathrinesminde um 1860

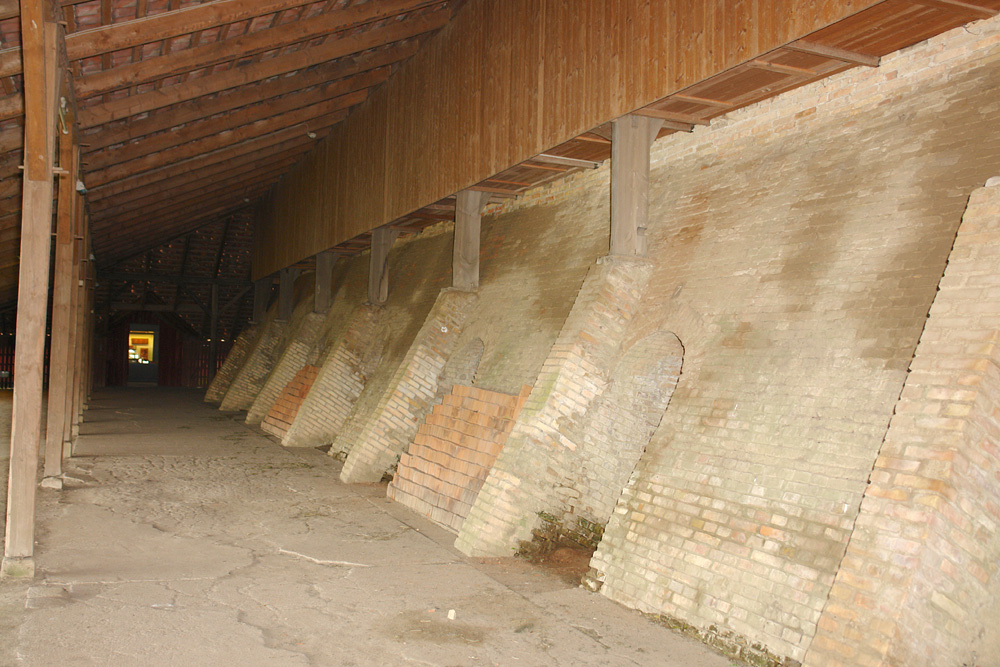
Außenseite des Ringofens

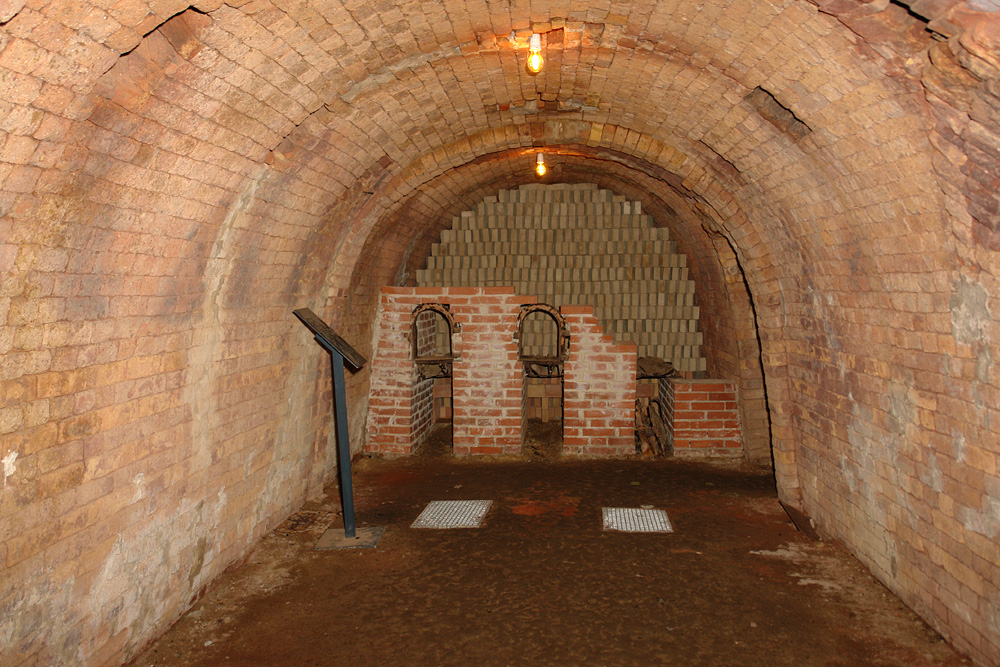
Brennkammer

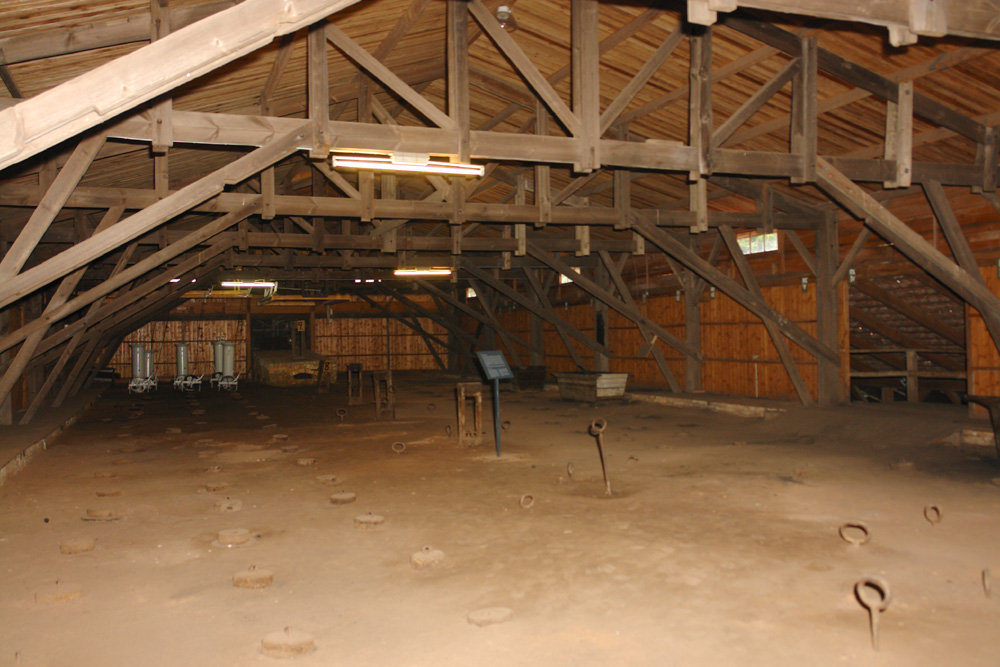
Decke des Ringofens mit Feuerungsstutzen

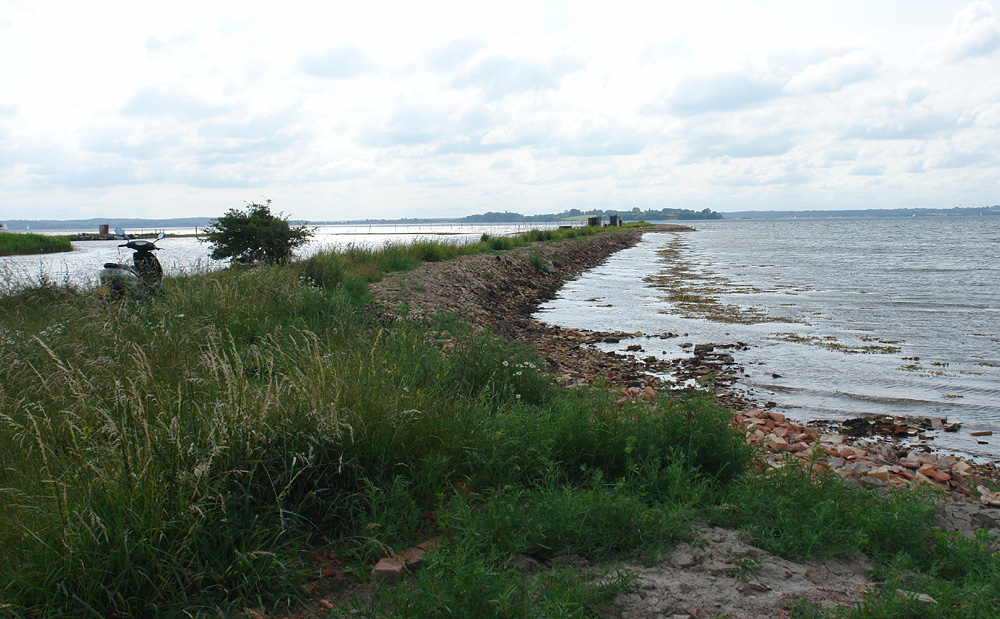
Alter Anleger

Das Ziegeleimuseum Cathrinesminde (dänisch Cathrinesminde Teglværk) liegt auf der dänischen Seite der Flensburger Förde südwestlich des Ortes Broager. In der ehemaligen Produktionsanlage werden die Geschichte der Ziegelei zwischen 1732 und 1968 und ihre Erzeugnisse dargestellt. Vom Museum führt der Teglværksstien (Ziegeleipfad) zu den Relikten der einst acht Ziegeleien am Küstenabschnitt von Iller.

## Geschichte
Reiche Vorkommen an steinfreien Beckentonen in den ehemaligen Toteisseen ließen eine große Anzahl Ziegeleien an der Flensburger Förde und an ihrem nördlichen Seitenarm Nybøl Nor entstehen. Fast 70 Ziegeleien produzierten in einem Zeitraum von 300 Jahren gelbe und rote Klinker und verschifften sie bis in die Karibik. Es war die größte Konzentration von Ziegeleien in ganz Nordeuropa.
Die Ziegelei Cathrinesminde war zwischen 1732 und 1968 in Betrieb, die ersten 148 Jahre als Bauernziegelei und seit 1837 im Besitz der Familie Hollesen. 1892 errichtete Andreas Hollesen den 481 m² großen Ringofen. Er ersetzte die veralteten Kammeröfen und sicherte dem Unternehmen einen technologischen Vorsprung vor den lokalen Konkurrenten. Der imposante Bau mit seinem großen Schornstein ist erhalten.
Als schließlich Tunnelöfen Stand der Technik wurden, stellte auch Cathrinesminde den Betrieb ein. Eine bedeutende Industrieepoche ging mit dem Erlöschen des Ringofens 1968 zu Ende.

## Museum
1982 wurde vor der Kulisse der Ziegelei Freilichttheater inszeniert. In den 1980er Jahren wuchs das Interesse an Industriekultur. Ab 1986 wurden die verfallenen Gebäude der Ziegelei saniert, mit freiwilligem Engagement und einem öffentlich geförderten Beschäftigungsprojekt. Am 19. August 1993 wurde das Ziegeleimuseum Cathrinesminde eröffnet.
Die Hauptausstellung in der ehemaligen Formhalle stellt die Geschichte des Mauerziegels vom Mittelalter bis in die Gegenwart dar. Gezeigt werden Modelle, Werkzeuge und Maschinen sowie Erzeugnisse der Ziegelproduktion. Die Kammern des Ringofens sind begehbar, ebenso der darüber liegende Raum zur Befeuerung und Steuerung der Brenntemperatur.
Auf dem Außenareal wurden eine Knetmühle, ein Streichtisch und ein Meilerofen rekonstruiert. Besuchergruppen werden in der Historischen Werkstatt in die vorindustrielle Ziegelproduktion eingewiesen. Ein Gebäude mit originalgetreu eingerichteten Arbeiterwohnungen spiegelt den Alltag der Ziegeleiarbeiter in den 1890er, 1930er beziehungsweise 1960er Jahren wider.
Das Museum ist in den Wintermonaten geschlossen – wie auch die Ziegelproduktion saisonal unterbrochen wurde, weil der Ton in winterlicher Kälte nicht formbar war.

## Auszeichnungen
Die Ziegelei wurde 2007 ausgezeichnet als eines von 25 nationalen Industriedenkmalen in Dänemark.